# Tutzing (1937)
 (mars 2021).
Le navire musée Tutzing est un ancien navire à passagers sur le lac de Starnberg en Haute-Bavière. Il a été construit en 1937 et a navigué sur la ligne sans interruption jusqu'en 1995.
Le Tutzing est amarré à Tutzing sur le lac Starnberg, près du Touring Yacht Club.

## Historique
Le Tutzing a remplacé un bateau à roues à aubes à vapeur en 1935. Il est resté en service comme navire à passagers jusqu'en 1996, puis a été utilisé comme café-bistrot.

### Préservation
L'association des navires-musées à but non lucratif Tutzing e. V. a été fondée le 13 novembre 1997 dans le but de préserver le navire à passagers en tant que monument technique pour la construction navale bavaroise. Le 5 février, l'association a été inscrite au registre des associations. Le 29 avril, l'association a pu acquérir le navire pour un prix symbolique de 1 DM à Bayrische Seenschifffahrt et ainsi éviter sa mise au rebut. L'association prend en charge les frais d'entretien du navire à partir des revenus de location ainsi que des frais d'adhésion et des dons.

### Restauration

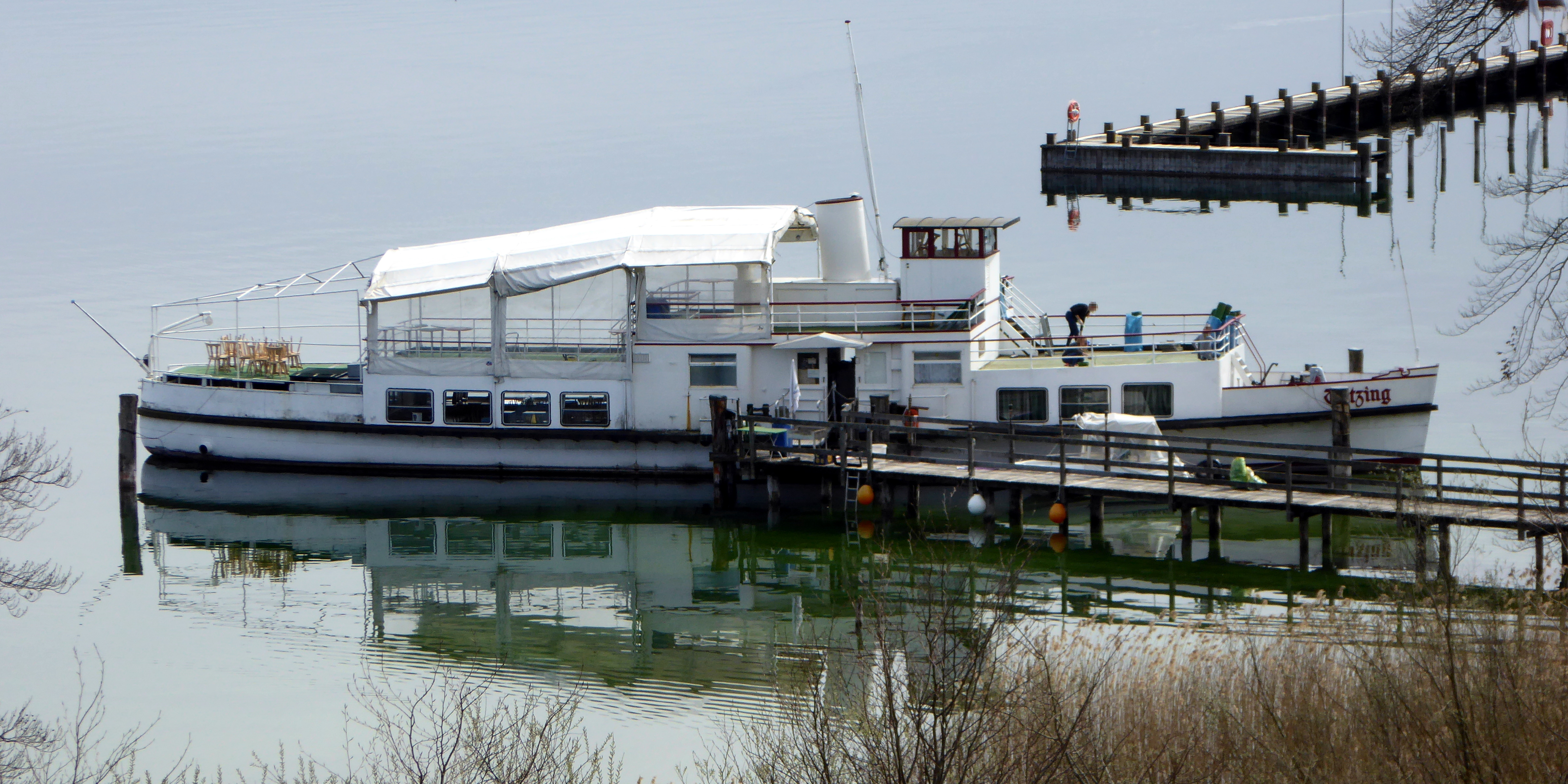

La restauration du navire a eu lieu après moins de trois ans par les membres de l'association. Les travaux comprenaient une rénovation complète du navire à l'intérieur et à l'extérieur, garantissant qu'il était en bon état pour la circulation et la construction de nouvelles installations sanitaires et de cuisine. Une partie importante des travaux a été la construction du débarcadère du Tutzing sur le lac de Starnberg et le raccordement au réseau électrique et d'assainissement. À l'été 2001, le navire a été ouvert au public.